# Blender (køkkenudstyr)
 For alternative betydninger, se Blender. (Se også artikler, som begynder med Blender)
En blender er en køkkenmaskine, man kan bruge til at blande forskellige ingredienser med. Der findes to typer: En type, hvor blenderen består af et hus, der kan være lavet af glas, plastik eller stål, hvor der et låg i toppen, der forhindrer indholdet i at ryge ud, mens maskinen arbejder. Indeni er der en roterende kniv af metal og i bunden sidder der en motor, der får kniven til at dreje rundt.
En anden type er en stavblender, der består af en stav med en roterende kniv i bunden, som man stikker ned i det, man vil blande sammen. Det, der skal blendes, befinder sig således i en skål.
Knivene i en blender kan rotere med fra 5.000 til 30.000 omdrejninger i minuttet.